# Tragia perrieri
Tragia perrieri är en törelväxtart som beskrevs av Jacques Désiré Leandri. Tragia perrieri ingår i släktet Tragia och familjen törelväxter.
Artens utbredningsområde är Madagaskar. Inga underarter finns listade i Catalogue of Life.